# Lätt flugvikt i fristil i brottning vid olympiska sommarspelen 1972
Herrarnas brottningsturnering i fristil i viktklassen lätt flugvikt vid olympiska sommarspelen 1972 avgjordes i Fairgrounds, Judo and Wrestling Hall i München. 

## Medaljörer
| Klass         | Guld                            | Silver                     | Brons                 |
| Lätt flugvikt | Roman Dmitrijev · Sovjetunionen | Ognyan Nikolov · Bulgarien | Ebrahim Javadi · Iran |

## Resultat
Legend
- TF — Vinst genom fall
- IN — Vinst genom att motståndaren skadas
- DQ — Vinst genom passivitet
- D1 — Vinst genom passivitet, vinnaren är också passiv
- D2 — Båda brottarna förlorade på grund av passivitet
- FF — Vinst genom förverkande
- DNA — Anlände inte
- TPP — Totala straffpoäng
- MPP — Matchstraffpoäng

Straff
- 0 — Vinst genom fall, teknisk överlägsenhet, passivitet, skada och förverkande
- 0.5 — Vinst på poäng, 8-11 poängs skillnad
- 1 — Vinst på poäng, 1-7 poängs skillnad
- 2 — Vinst på passivitet,  vinnaren är också passiv
- 3 — Förlust på poäng, 1-7 poängs skillnad
- 3.5 — Förlust på poäng, 8-11 poängs skillnad
- 4 — Förlust genom fall, teknisk överlägsenhet, passivitet, skada och förverkande

### Elimineringsrunda

#### Omgång 1
| TPP | MPP |                                | Poäng |                       | MPP | TPP |
| --- | --- | ------------------------------ | ----- | --------------------- | --- | --- |
| 2   | 2   | Ognyan Nikolov (BUL)           |       | Sefer Baygin (TUR)    | 2   | 2   |
| 3.5 | 3.5 | Gad Tsobari (ISR)              |       | Attila Laták (HUN)    | 0.5 | 0.5 |
| 2   | 2   | Ebrahim Javadi (IRI)           |       | Sergio Gonzalez (USA) | 2   | 2   |
| 3   | 3   | Bazarragchaagiin Jamsran (MGL) |       | Rolf Lacour (FRG)     | 1   | 1   |
| 1   | 1   | Jürgen Möbius (GDR)            |       | Jang Dok-Ryong (PRK)  | 3   | 3   |
| 3   | 3   | Ion Arapu (ROU)                |       | Masahiko Umeda (JPN)  | 1   | 1   |
| 4   | 4   | Adkar Maruti (IND)             | 8:14  | Roman Dmitrijev (URS) | 0   | 0   |

#### Omgång 2
| TPP | MPP |                       | Poäng |                                | MPP | TPP |
| --- | --- | --------------------- | ----- | ------------------------------ | --- | --- |
| 2   | 0   | Ognyan Nikolov (BUL)  | 3:50  | Gad Tsobari (ISR)              | 4   | 7.5 |
| 2   | 0   | Sefer Baygin (TUR)    | 0:45  | Attila Laták (HUN)             | 4   | 4.5 |
| 2   | 0   | Ebrahim Javadi (IRI)  | 4:09  | Bazarragchaagiin Jamsran (MGL) | 4   | 7   |
| 4   | 2   | Sergio Gonzalez (USA) |       | Rolf Lacour (FRG)              | 2   | 3   |
| 4   | 3   | Jürgen Möbius (GDR)   |       | Ion Arapu (ROU)                | 1   | 4   |
| 4   | 1   | Jang Dok-Ryong (PRK)  |       | Adkar Maruti (IND)             | 3   | 7   |
| 4   | 3   | Masahiko Umeda (JPN)  |       | Roman Dmitrijev (URS)          | 1   | 1   |

#### Omgång 3
| TPP | MPP |                       | Poäng |                      | MPP | TPP |
| --- | --- | --------------------- | ----- | -------------------- | --- | --- |
| 2   | 0   | Ognyan Nikolov (BUL)  | 0:50  | Attila Laták (HUN)   | 4   | 8.5 |
| 5.5 | 3.5 | Sefer Baygin (TUR)    |       | Ebrahim Javadi (IRI) | 0.5 | 2.5 |
| 6   | 2   | Sergio Gonzalez (USA) |       | Jürgen Möbius (GDR)  | 2   | 6   |
| 7   | 4   | Rolf Lacour (FRG)     | 8:18  | Ion Arapu (ROU)      | 0   | 4   |
| 7   | 3   | Jang Dok-Ryong (PRK)  |       | Masahiko Umeda (JPN) | 1   | 5   |
| 1   |     | Roman Dmitrijev (URS) |       | Bye                  |     |     |

#### Omgång 4
| TPP | MPP |                       | Poäng |                      | MPP | TPP |
| --- | --- | --------------------- | ----- | -------------------- | --- | --- |
| 2   | 1   | Roman Dmitrijev (URS) |       | Ognyan Nikolov (BUL) | 3   | 5   |
| 6.5 | 1   | Sefer Baygin (TUR)    |       | Ion Arapu (ROU)      | 3   | 7   |
| 3.5 | 1   | Ebrahim Javadi (IRI)  |       | Masahiko Umeda (JPN) | 3   | 8   |

#### Sista omgångarna
| TPP | MPP |                       | Poäng |                      | MPP | TPP |
| --- | --- | --------------------- | ----- | -------------------- | --- | --- |
|     | 1   | Roman Dmitrijev (URS) |       | Ognyan Nikolov (BUL) | 3   |     |
| 4   | 3   | Roman Dmitrijev (URS) |       | Ebrahim Javadi (IRI) | 1   |     |
| 4   | 1   | Ognyan Nikolov (BUL)  |       | Ebrahim Javadi (IRI) | 3   | 4   |